# Myrmarachne laticorseleta
Myrmarachne laticorseleta este o specie de păianjeni din genul Myrmarachne, familia Salticidae, descrisă de Huang J. în anul 2004. Conform Catalogue of Life specia Myrmarachne laticorseleta nu are subspecii cunoscute.